# Риск на ценни книжа
Рискът на ценни книжа е рискът, че нечии инвестиции ще намалят стойността си заради промени в пазара на ценни книжа по един или друг начин.
Мярка за риска на ценни книжа е обикновено стандартната девиация на цената на дадените ценни книжа, върху определен брой периоди. Стандартната девиация ще очертае нормалните флуктуации, които могат да бъдат очаквани за тези определени ценни книжа и под средните стойности. Все пак, след като повечето инвеститори няма да приемат флуктуации над средните нива за риск, някои икономисти предпочитат други методи за измерването му.